# Na przekór przyszłej korekcie
Na przekór przyszłej korekcie – pierwszy studyjny album grupy Wszystkiego Najlepszego, zarejestrowany w Studenckie Radio Żak Politechniki Łódzkiej. Nagrań dokonano dzięki uprzejmości zespołu „Stare Dobre Małżeństwo”, który użyczył studio do rejestracji. Nagranie wykonano „na setkę”, czyli bez podziału rejestracji na osobne ślady, co pozwoliło zachować koncertowy charakter wykonań. Zrealizowano w dniach 16-19 grudnia 1991 roku.
Kaseta w roku 2017 została zremasterowana i wydana  na nośniku CD nakładem wydawnictwa Dalmafon

## Muzycy
- Justyna Rzeźnikowska (Pulkowska) – śpiew, instrumenty perkusyjne
- Beata Łapińska (Rączkowiak) - śpiew
- Maciej Rzeźnikowski - gitara, śpiew
- Tomasz Keszkowski - gitara, harmonijka ustna, śpiew
- Andrzej "Kaukaz" Kalamaja - gitary
- Mieczysław Niesobski - gitara basowa

gościnnie:
- Ryszard Żarowski - gitara (piosenka 7. "Wieczór")

## Lista utworów (1991)
Strona A
| 1. | "Ballada poranna" sł. i muz. Maciej Rzeźnikowski                     | 3:28  |
|    |                                                                      |       |
| 2. | "Wśród burz" sł. Krystyna Berndt, muz. Maciej Rzeźnikowski           | 2:49  |
|    |                                                                      |       |
| 3. | "Gdybym" sł. Bolesław Leśmian, muz. Maciej Rzeźnikowski              | 2:09  |
|    |                                                                      |       |
| 4. | "Piosenka obcego" sł. Joanna Więckowska, muz. Maciej Rzeźnikowski    | 2:42  |
|    |                                                                      |       |
| 5. | "Taradajka" sł. Krystyna Berndt, muz. Maciej Rzeźnikowski            | 3:02  |
|    |                                                                      |       |
| 6. | "Na przystanku" sł. Mieczysław Paszkiewicz, muz. Maciej Rzeźnikowski | 2:27  |
|    |                                                                      |       |
| 7. | "Wieczór" sł. Maria J. Lerch, muz. Maciej Rzeźnikowski               | 3:22  |
|    |                                                                      |       |
| 8. | "Pochodnia marzeń" sł. Wiesław Sikorski, muz. Maciej Rzeźnikowski    | 3:37  |
|    |                                                                      |       |
|    |                                                                      | 23:36 |
|    |                                                                      |       |
Strona B
| 1. | "Piosenka na przekór przyszłej korekcie" sł. Krystyna Berndt, muz. Maciej Rzeźnikowski                      | 2:14  |
|    | |       |
| 2. | "Przy ognisku" sł. Adam Ziemianin, muz. Maciej Rzeźnikowski                                                 | 1:52  |
|    | |       |
| 3. | "Moje wędrowanie" sł. i muz. Maciej Rzeźnikowski                                                            | 2:34  |
|    | |       |
| 4. | "Jesienne oczekiwanie" sł. Aleksandra Bacińska, muz. Maciej Rzeźnikowski                                    | 2:51  |
|    | |       |
| 5. | "Kolęda" sł. Krzysztof Kamil Baczyński, muz. Arleta Kozłowska                                               | 2:15  |
|    | |       |
| 6. | "Łapka niedźwiadka" (pamięci nieznanego żołnierza z Katynia) sł. Anna Leonardhowa, muz. Maciej Rzeźnikowski | 2:47  |
|    | |       |
| 7. | "Patrzę z mostu" sł. Mieczysław Paszkiewicz, muz. Maciej Rzeźnikowski                                       | 4:14  |
|    | |       |
| 8. | "Prośba" sł. Krystyna Berndt, muz. Maciej Rzeźnikowski                                                      | 3:23  |
|    | |       |
|    | | 22:10 |
|    | |       |

## Informacje uzupełniające
- Realizacja dźwięku – Wojciech Gołosz
- Projekt graficzny okładki – Jarosław Nadstawny
- Zdjęcie - Andrzej Nowicki
- Remastering na CD - Tomasz Podwysocki

## Inne wydania
- 2017 – ukazała się płyta CD, wydana przez Dalmafon (2017Dalco190) będąca zremasterowaną wersją kasety z 1992 roku.